# كابيتيون
الكاپيتيون (بالفرنسية: Capétiens) سلالة ملكية من أصل فرنسي تضم كل من ينسب إلى أوغو كاپيه ملك فرنسا. ملك إسبانيا خوان كارلوس، ودوق لوكسمبورغ الأكبر هم أعضاء من هذه العائلة وكلاهما من خلال فرع سلالة بوربون.

## الاسم
اسم سلالة مستمد من مؤسسها، أوغو كابيه ("Hugh Capet"). معنى «كابيه» (و هو لقب أكثر من كونه اسم عائلة) غير معروف؛ فبينما يفسرها لغويون ب«الرأس»، تشير تفسيرات أخرى إلى أنها تكون مرتبطة بكلمة caput اللاتينية («رئيس»).

## إمبراطورية فرنكية
انتهى حكم سلالة الكارولينجيون (Carolingiens) لمملكة الفرنجة سنة 987 م. وفي هذه السنة تم تتويج الدوق أوغو كابيه (Hugues Capet) ملكاً للبلاد وبذلك حلت سلالة جديدة هي الكابيتيون (Capétiens). قام أحفاد كابيه بتوسيع رقعة الأراضي الملكية (le domaine royal)، وأحكموا دعائم الدولة الجديدة منذ القرن الثاني عشر. حكمت السلالة الكابيتية وفروعها فرنسا حتى قيام الثورة الفرنسية سنة 1789 م.

## ملوك من أسرة كابيه
- أوغو كابيه 987 - 996.م
- روبرت الثاني 996 - 1031.م
- هنري الأول 1031 - 1060.م
- فيليب الأول 1060 - 1108.م
- لويس السادس البدين 1108 - 1137.م
- لويس السابع الشاب 1137 - 1180.م
- فيليب الثاني أوغست 1180 - 1223.م
- لويس الثامن الأسد 1223 - 1226.م
- القدّيس لويس التاسع 1226 - 1270.م
- فيليب الثالث الجريء 1270 - 1285.م
- فيليب الرابع الوسيم 1285 - 1314.م
- لويس العاشر العنيد 1314 - 1316.م
- جون الأول 1316 - 1316.م
- فيليب الخامس الطويل 1316 - 1322.م
- شارل الرابع المحتفل 1322 - 1328.م

## ملوك من أسرةفالوا{فرع من كابيه}
- فيليب السادس 1328 - 1350.م
- جان الثاني الطيب 1350 - 1364.م
- شارل الخامس الحكيم 1364 - 1380.م
- شارل السادس المجنون 1380 - 1422.م
- شارل السابع المنتصر 1422 - 1461.م
- لويس الحادي عشر 1461 - 1483.م
- شارل الثامن 1483 - 1498.م
- لويس الثاني عشر 1498 - 1515.م
- فرنسوا الأول 1515 - 1547.م
- هنري الثاني 1547 - 1559.م
- فرنسوا الثاني 1559 - 1560.م
- شارل التاسع 1560 - 1574.م
- هنري الثالث 1574 - 1589.م

في عام 1589.م اغتيل الملك {هنري الثالث} أثناء حصاره لمدينة باريس التي استولى عليها أعدائه من أعضاء الثورة حيث تم اغتياله على يد أحد الرهبان الدومينيكان، فتم استدعاء {هنري دي بوروبن} ملك نافار ليعتلي عرش فرنسا بزواجه من {ماري دي ميدسيس}.

## حكام من آل بوربون{ فرع من آل كابيه}

### فرنسا

#### ملوك فرنسا
تشير التواريخ إلى فترة السيادة أو المطالبة، وليس العمر.
- هنري الرابع، (1589–1610)
- لويس الثالث عشر، (1610–1643)
- لويس الرابع عشر، (1643–1715)
- لويس الخامس عشر، (1715–1774)
- لويس السادس عشر، (1774–1792)

#### المطالبين بعرش فرنسا
- لويس السادس عشر، (1792–1793)
- لويس السابع عشر، (1793–1795)
- لويس الثامن عشر، (1795–1814)

#### ملوك فرنسا
- لويس الثامن عشر، (1814–1824)
- شارل العاشر، (1824–1830)
- لويس فيليب الأول، (آل بوربون-أورليانز)، (1830–1848)

#### مناصري السلطة التشريعية المطالبين بالعرش في فرنسا
- شارل العاشر، (1830–1836)
- لويس التاسع عشر، لويس التاسع عشر، (1836–1844)
- هنري كونت تشامبورد، هنري الخامس، (1844–1883)

#### مناصري السلطة التشريعية المطالبين بالعرش في فرنسا (الفرع الأسباني)
- خوان الثالث دوق مونثون، جان الثالث (1883–1887)
- كارلوس السابع (دوق مدريد)، شارل الحادي عشر، (1887–1909)
- خايمي (دوق مدريد)، جاك الأول، (1909–1931)
- ألفونسو كارلوس دي بوربون وإستي، شارل الثاني عشر، (1931–1936)
- ألفونسو الثالث عشر ملك إسبانيا، ألفونس الأول، (1936–1941)، لم يعتلي عرش فرنسا.[4])
- خايمي، دوق سيغوفيا، جاك الثاني أو هنري السادس، (1941–1975)
- ألفونسو دي بوربون، دوق أنجو وقادس، ألفونس الثاني، (1975–1989)
- لويس ألفونسو، دوق أنجو، لويس العشرون، (1989-الوقت الحالي)

#### أورليانز والمطالبين الاتحاديين في فرنسا
- الأمير فيليب كونت باريس، فيليب السابع، (1883–1894)
- الأمير فيليب دوق أورليان، فيليب الثامن، (1894–1926)
- الأمير جان دوق غيس، جان الثالث، (1926–1940)
- هنري كونت باريس، هنري السادس، (1940–1999)
- هنري جونيور كونت باريس، هنري السابع ،(1999-الوقت الحالي)

### مملكة اسبانيا

#### ملوك اسبانيا
تشير التواريخ إلى الأقدمية وليس العمر.
- فيليب الخامس، (1700–1746) (تنازل عن العرش في 1724 ومن ثم أستأنف الحكم بعد وفاة ابنه)
- لويس الأول، (ملك 1724: دام حكمه لأقل من سنة)
- فرناندو السادس، (1746–1759)
- كارلوس الثالث، (1759–1788)
- كارلوس الرابع، (1788–1808)
- فرناندو السابع، (1808–1833) [ملك 1808- 1813–1833]
- إيزابيل الثانية، (1833–1870) [ملكة 1833–1868]
- ألفونسو الثاني عشر، (1870–1885) [ملك 1874–1885]
- ألفونسو الثالث عشر، (1886–1941) [ملك 1886–1931]
- خوان، كونت برشلونة، (1941–1977) لم يصبح ملكاً.
- خوان كارلوس الأول، (1977–2014) [ملك 1975–2014]
- فيليب السادس، (2014–حتى الآن)

#### الكارليين المطالبين في إسبانيا
وتشير التواريخ للمطالبات، وليس العمر.
- إنفانتي كارلوس، كونت مولينا، كارلوس الخامس (1833–1845)
- انفانتي كارلوس كونت مونتيمولين، كارلوس السادس ،(1845–1861)
- خوان دوق مونثون، خوان الثاني (1861–1868)
- كارلوس دوق مدريد، كارلوس السابع (1868–1909)
- خايمي دوق مدريد)،، خايمي الثالث، (1909–1931)
- ألفونسو كارلوس، ألفونسو كارلوس الأول، (1931–1936)
- خافيير دوق بارما، خافيير الأول، (1936–1952–1977)
- كارلوس هوغو، دوق بارما، كارلوس هوغو الأول، (1977–1979)
- الامير سكستوس هنري، سكستو انريكي الأول، (1979–الحاضر)

### دوقية لوكسمبورغ الكبرى
يأتي من خلال زواج فيليكس أمير بوربون-بارما من الدوقة الكبرى تشارلوت:
- الدوق جان (1964–2000)
- الدوق هنري (2000-الوقت الحالي)

### ألقاب بوربون مهمة أخرى
- دوقات بوربون، مونتسبير، فاندوم، أنجو، ملوك الصقليتين، دوقات بارما، دوقات أورليانز، أمراء أوليانز وباراغانزا
- أمراء كوندي.
- أمراء كونتي.